# Дімітріс Сгурос
Дімітріс Сгурос (грец. Δημήτρης Σγούρος, 30 серпня 1969, Афіни) — грецький піаніст-віртуоз, поліглот — вільно володіє шістьма мовами.

## Біографія
Почав грати на фортепіано у віці шести років, дав свій перший концерт у віці семи років. У 12 років він вде закінчив консерваторію в Афінах із дипломами піаніста та викладача гри на фортепіано, отримавши першу премію і золоту медаль.
1982 року у віці неповних 13 років він виконував Фортепіанний концерт № 3 Рахманінова в Карнегі-Холі в Нью-Йорку із Національним симфонічним оркестром під керуванням Мстислава Ростроповича. Його виконання було представлене як один з найбільш вражаючих музичних дебютів століття.
Сгурос продовжив навчання в Королівській Академії в Лондоні, а пізніше в університеті Меріленда, Коледж-Парк у Сполучених Штатах. Закінчив обидва заклади з найвищими оцінками. Крім свого незвичайного музичного таланту, Дімітріс Сгурос вільно володіє шістьма мовами і з відзнакою закінчив математичний факультет університету Афін.
Гастролі Дімітріса Сгуроса вже відбулись по всьому світу, включаючи Австралію, Австрію, Болгарію, Китай, Францію, Німеччину, Ізраїль, Італію, Японію, Корею, Росію, Румунію, Південну Африку, Іспанію і Туреччину. Він грав для королівських родин Великої Британії, Монако та Швеції, також грав під управлінням таких імен, як Герберт фон Караян, Леонард Бернстайн, Еміль Табаков, Курт Мазур, Євген Свєтланов. З березня 1988 року відбулись три «Фестивалі Сгуроса» в Гамбурзі, Любляні і Сінгапурі.
25 березня 2009 року Дімітріс Сгурос в День незалежності Греції взяв участь в концерті класичної музики у Національній філармонії України.

## Відгуки
- Після спільного виступу у Карнегі-холі Мстислав Ростропович назвав Сгуроса «…диво природи, музичне явище, послане Богом».
- Святослав Ріхтер сказав: «Здається, що геній музики схожий на птаха, який літає у пошуках розуму, в якому він міг оселитись. Цей птах зупинився на світлій голові молодого грека — гнізда Дімітріса Сгуроса».[4]
- Артур Рубінштейн поділився за два місяці до смерті: «Я дякую Богові за те, що залишає мене вживих, аби я міг чути гру Сгуроса. Він найкращий піаніст з тих, кого я коли-небудь чув, включаючи мене самого».[5]